# Wakolda
Wakolda es una película argentina estrenada en 2013. Escrita y dirigida por Lucía Puenzo, está basada en la novela homónima de la directora y trata sobre la historia de una familia argentina que, en el verano de 1960, conoce en su camino a Bariloche a un forastero alemán que termina albergándose en su hostería y que no es otro que Josef Mengele. Esta película fue elegida por la Academia de las Artes y las Ciencias Cinematográficas como precandidata a "Mejor Película hablada en idioma extranjero" para los premios Óscar por Argentina.

## Sinopsis
En el verano de 1960, un médico alemán (Àlex Brendemühl) conoce a una familia argentina en la región más desolada de la Patagonia, y se suma a ellos, en caravana, por la ruta del desierto. El viajero no es otro que Josef Mengele, uno de los criminales más grandes de la historia. Esta familia revive en él todas las obsesiones relacionadas con la pureza y la perfección. En especial Lilith (Florencia Bado), una adolescente con un cuerpo demasiado pequeño para su edad. La fascinación es mutua: en pleno despertar sexual, Lilith siente una inquietante atracción por ese forastero. Desconociendo la verdadera identidad del alemán, al llegar a Bariloche, Enzo (Diego Peretti) y Eva (Natalia Oreiro) lo aceptan como primer huésped de la hostería que poseen, a orillas del Lago Nahuel Huapi. Aunque el extraño personaje les genera a los anfitriones cierto recelo, progresivamente se verán seducidos por sus modos, su distinción, su saber científico y sus ofertas de dinero.

## Reparto
- Natalia Oreiro - Eva
- Diego Peretti - Enzo
- Àlex Brendemühl - Josef Mengele alias Helmut Gregor
- Elena Roger - Nora Eldoc
- Florencia Bado - Lilith
- Guillermo Pfening - Klaus
- Alan Daicz - Tomás
- Abril Braunstein - Ailín
- Juani Martínez - Otto
- Ana Pauls - Enfermera

## Festivales internacionales
El primer festival en el que participó la película fue en el sexagésimo sexto Festival de Cannes, donde fue exhibida el 21 de mayo de 2013 en la sección Una cierta mirada. También fue exhibida en los festivales de cine de Lima, de Montreal, de San Sebastián y de Bergen (Noruega) entre otros. Entre el 13 y el 20 de septiembre de 2013 se celebró en la ciudad de San Juan el Segundo Festival Internacional Unasur Cine, donde recibió cuatro premios: mejor película, mejor dirección (Lucía Puenzo), mejor actriz (Natalia Oreiro) y revelación (Florencia Bado).

## Taquilla
En Argentina, su estreno comercial fue el 19 de septiembre de 2013, cuando se comenzó a proyectar en setenta y tres salas, en treinta y nueve de ellas en formato de 35 mm, mientras que en las treinta y cuatro restantes, en digital. En los dos primeros días de proyección la película fue vista por 16.917 espectadores, de los cuales 6.131 la vieron el primer día. El jueves de su estreno quedó cuarta, haciendo que después de varias décadas cuatro películas argentinas fueran las más vistas (detrás de Séptimo, Metegol y Corazón de León), pero luego se interpuso la película infantil Aviones, dejando quinta a Wakolda, y luego cuarta a Corazón de León. Wakolda «tuvo un muy buen arranque con, 58.991 localidades cortadas en 71 pantallas, para un muy buen promedio de 843 entradas por copia. La recaudación en sus primeros cuatro días fue de 2.029.765» pesos argentinos y superó a otros estrenos importantes como Son como niños 2, R.I.P.D. y Dos armas letales. Al término de su primera semana, 77.210 personas optaron por verla, dejando excelentes críticas de la trama. En su segunda semana, para ser preciso el sábado 28 de septiembre, Wakolda, supera los 100.000 espectadores en 83 pantallas, entre jueves, viernes y sábado de su segunda semana la vieron 45.266 espectadores, convirtiéndose en uno de los éxitos del cine Argentino del 2013. Al término de su segunda semana recaudó 106.961 espectadores en 88 salas, con un incremento del 38.38% quedando en la segunda posición de la lista de las diez más populares, detrás de Dragon Ball Z: La batalla de los dioses.

## Premios y nominaciones
| Premio                                   | Ceremonia                | Categoría                          | Nominados                      | Resultado | Ref.          |
| ---------------------------------------- | ------------------------ | ---------------------------------- | ------------------------------ | --------- | ------------- |
| Premios Cóndor de Plata                  | 11 de agosto de 2014     | Mejor Película                     | Wakolda                        | Ganadora  | [ 7 ]         |
| Premios Cóndor de Plata                  | 11 de agosto de 2014     | Mejor Director                     | Lucía Puenzo                   | Ganadora  | [ 7 ]         |
| Premios Cóndor de Plata                  | 11 de agosto de 2014     | Mejor Actor                        | Àlex Brendemühl                | Nominado  | [ 7 ]         |
| Premios Cóndor de Plata                  | 11 de agosto de 2014     | Mejor Actriz                       | Natalia Oreiro                 | Ganadora  | [ 7 ]         |
| Premios Cóndor de Plata                  | 11 de agosto de 2014     | Mejor Actor de Reparto             | Guillermo Pfening              | Ganador   | [ 7 ]         |
| Premios Cóndor de Plata                  | 11 de agosto de 2014     | Mejor Actriz de Reparto            | Elena Roger                    | Nominada  | [ 7 ]         |
| Premios Cóndor de Plata                  | 11 de agosto de 2014     | Mejor Guion Adaptado               | Lucía Puenzo                   | Ganadora  | [ 7 ]         |
| Premios Cóndor de Plata                  | 11 de agosto de 2014     | Revelación Femenina                | Florencia Bado                 | Ganadora  | [ 7 ]         |
| Premios Cóndor de Plata                  | 11 de agosto de 2014     | Mejor Fotografía                   | Nicolás Puenzo                 | Ganador   | [ 7 ]         |
| Premios Cóndor de Plata                  | 11 de agosto de 2014     | Mejor Montaje                      | Hugo Primero                   | Nominado  | [ 7 ]         |
| Premios Cóndor de Plata                  | 11 de agosto de 2014     | Mejor Dirección de Arte            | Marcelo Chaves                 | Nominado  | [ 7 ]         |
| Premios Cóndor de Plata                  | 11 de agosto de 2014     | Mejor Vestuario                    | Beatriz Di Benedetto           | Nominada  | [ 7 ]         |
| Premios Cóndor de Plata                  | 11 de agosto de 2014     | Mejor Sonido                       | Fernando Soldevila             | Nominado  | [ 7 ]         |
| Premios Cóndor de Plata                  | 11 de agosto de 2014     | Mejor Música Original              | Daniel Tarrab Goldstein Andrés | Nominado  | [ 7 ]         |
| Courmayeur Noir in festival              | 15 de diciembre de 2013  | Premio Especial del Jurado         | Wakolda                        | Ganadora  | [ 8 ]         |
| Festival de La Habana                    | 15 de diciembre de 2013  | Premio Especial del Jurado         | Wakolda                        | Ganadora  | [ 9 ]         |
| Festival de La Habana                    | 15 de diciembre de 2013  | Premio Coral de Dirección          | Lucía Puenzo                   | Ganadora  | [ 9 ]         |
| Festival de Cine de la Unasur            | 20 de septiembre de 2013 | Mejor Película                     | Wakolda                        | Ganadora  | [ 10 ]        |
| Festival de Cine de la Unasur            | 20 de septiembre de 2013 | Mejor Dirección                    | Lucía Puenzo                   | Ganadora  | [ 10 ]        |
| Festival de Cine de la Unasur            | 20 de septiembre de 2013 | Mejor actriz                       | Natalia Oreiro                 | Ganadora  | [ 10 ]        |
| Festival de Cine de la Unasur            | 20 de septiembre de 2013 | Revelación Femenina                | Florencia Bado                 | Ganadora  | [ 10 ]        |
| Festival de Cine Latino de Tokio         | 14 de octubre de 2013    | Mejor Guion                        | Lucía Puenzo                   | Ganadora  | [ 11 ]        |
| Festival Internacional de Cine Fine Arts | 11 de octubre de 2013    | Mejor actor                        | Àlex Brendemühl                | Ganador   | [ 12 ]        |
| Premios Goya                             | 9 de febrero de 2014     | Mejor película Iberoamericana      | Wakolda                        | Nominada  | [ 13 ]        |
| Premios José María Forqué                | 13 de enero de 2014      | Mejor Largometraje Latinoamericano | Wakolda                        | Ganadora  | [ 14 ]        |
| Premios Platino                          | 5 de abril de 2014       | Película Iberoamericana de Ficción | Wakolda                        | Nominada  | [ 15 ] [ 16 ] |
| Premios Platino                          | 5 de abril de 2014       | Coproducción Iberoamericana        | Wakolda                        | Ganadora  | [ 15 ] [ 16 ] |
| Premios Platino                          | 5 de abril de 2014       | Dirección                          | Lucía Puenzo                   | Nominada  | [ 15 ] [ 16 ] |
| Premios Platino                          | 5 de abril de 2014       | Interpretación Femenina            | Natalia Oreiro                 | Nominada  | [ 15 ] [ 16 ] |
| Premios Platino                          | 5 de abril de 2014       | Mejor Guion                        | Lucía Puenzo                   | Nominada  |               |
| Premios Sur                              | 10 de diciembre de 2013  | Mejor Película                     | Wakolda                        | Ganador   | [ 17 ]        |
| Premios Sur                              | 10 de diciembre de 2013  | Mejor Director                     | Lucía Puenzo                   | Ganador   | [ 17 ]        |
| Premios Sur                              | 10 de diciembre de 2013  | Mejor Actor                        | Àlex Brendemühl                | Ganador   | [ 17 ]        |
| Premios Sur                              | 10 de diciembre de 2013  | Mejor Actriz                       | Natalia Oreiro                 | Nominada  | [ 17 ]        |
| Premios Sur                              | 10 de diciembre de 2013  | Mejor Actor de Reparto             | Guillermo Pfening              | Ganador   | [ 17 ]        |
| Premios Sur                              | 10 de diciembre de 2013  | Mejor Actriz de Reparto            | Elena Roger                    | Ganadora  | [ 17 ]        |
| Premios Sur                              | 10 de diciembre de 2013  | Mejor Actor Revelación             | Juan Ignacio Martínez          | Nominado  | [ 17 ]        |
| Premios Sur                              | 10 de diciembre de 2013  | Mejor Actriz Revelación            | Florencia Bado                 | Ganadora  | [ 17 ]        |
| Premios Sur                              | 10 de diciembre de 2013  | Mejor Guion adaptado               | Lucía Puenzo                   | Nominada  | [ 17 ]        |
| Premios Sur                              | 10 de diciembre de 2013  | Mejor Fotografía                   | Nicolás Puenzo                 | Nominado  | [ 17 ]        |
| Premios Sur                              | 10 de diciembre de 2013  | Mejor Montaje                      | Hugo Primero                   | Ganador   | [ 17 ]        |
| Premios Sur                              | 10 de diciembre de 2013  | Mejor Dirección Artística          | Marcelo Chaves                 | Ganador   | [ 17 ]        |
| Premios Sur                              | 10 de diciembre de 2013  | Mejor Vestuario                    | Beatriz Di Benedetto           | Ganadora  | [ 17 ]        |
| Premios Sur                              | 10 de diciembre de 2013  | Mejor maquillaje                   | Alberto Moccia                 | Ganador   | [ 17 ]        |
| Premios Sur                              | 10 de diciembre de 2013  | Mejor Música Original              | Daniel Tarrab Andrés Goldstein | Nominado  | [ 17 ]        |
| Premios Sur                              | 10 de diciembre de 2013  | Mejor Sonido                       | Fernando Soldevila             | Nominado  | [ 17 ]        |